# توظيف الوحدات الحركية
توظيف الوحدات الحركية هو تنشيط الوحدات الحركية الإضافية بهدف الحصول على زيادة في قوة تقبض العضلات. تتألف الوحدة الحركية من عصبون حركي واحد مع جميع الألياف العضلية التي يعصبها. تتألف جميع العضلات بدورها من عدد من الوحدات الحركية وتتسم الألياف العائدة إلى وحدة حركية معينة بتبعثرها وتداخلها مع ألياف الوحدات الأخرى. يمكن للألياف العضلية العائدة إلى وحدة حركية واحدة الانتشار في جزء من العضلة، أو في جميع أنحاء العضلة، بالاعتماد على عدد الألياف وحجم العضلة. عند تنشيط العصبون الحركي، تتلقى جميع الألياف العضلية التي يعصبها هذا العصبون التنبيه وتبدأ في التقلص. يؤدي تنشيط وحدة حركية مفردة إلى حدوث تقلص عضلي ضعيف لكن منتشر. يؤدي تنشيط مزيد من الوحدات الحركية إلى تنشيط مزيد من الألياف العضلية، ما ينتج بالتالي تقلصًا عضليًا أقوى. يمثل توظيف الوحدات الحركية مقياسًا لعدد العصبونات الحركية المنشطة في عضلة معينة ما، إذ يمكن اعتباره بالتالي مقياسًا لعدد الألياف العضلية المنشطة في تلك العضلة. كلما زاد توظيف الوحدات كلما نتج تقلص عضلي أقوى. يحدث توظيف الوحدات الحركية عمومًا بالترتيب من الأصغر إلى الأكبر (من أصغر العصبونات الحركية إلى أكبرها، وبالتالي من بطيئة التقبض إلى السريعة منها) مع تزايد التقلص. يُعرف هذا باسم مبدأ حجم هينمان.

## الآلية العصبونية للتوظيف
اقترح هينمان أن الآلية الكامنة خلف مبدأ الحجم متمثلة في امتلاك العصبونات الأصغر مساحة سطحية أصغر ما يعطيها بالتالي مقاومة غشاء أكبر. تنبأ هينمان أن التيار المتولد بواسطة الجهد الاستثاري بعد المشبكي (إي بّي إس بّي) من شأنه إحداث تغيير عالي الفولطية (إزالة استقطاب) عبر الغشاء العصبوني للعصبونات الحركية الأصغر ما يفسر وجود الجهود الاستثارية بعد المشبكية الأكبر في العصبونات الحركية الأصغر. أظهر بيرك لاحقًا وجود انخفاض تدريجي في سعة الجهد الاستثاري بعد المشبكي والجهد الاستثاري قبل المشبكي (آي بّي إس بّي) من العصبونات الحركية الصغيرة إلى الكبيرة منها. على الرغم من تأكيد هذه النتيجة على ما يبدو لفكرة هينمان، اختلف بيرك معها مشيرًا إلى امتلاك العصبونات الأكبر ذات مساحة السطح الأكبر مساحة لمزيد من المشابك. أظهر بيرك في النهاية (في عينة صغيرة للغاية من العصبونات) امتلاك العصبونات الحركية الأصغر لعدد أكبر من المدخلات المشبكية الواردة من مصدر مدخلات واحد. ما يزال هذا الموضوع على الأرجح محطًا للجدل.
في ورقتهم البحثية لعام 1982، اقترح بيرك وزملاؤه أن حجم الخلية الصغير ونسبة سطح إلى حجم المرتفعة في الوحدات الحركية «إس» من شأنها السماح بنشاط استقلابي أكبر، إذ يصبح هذا النشاط معززًا من أجل «دورات العمل الأعلى» للعصبونات الحركية، بينما قد تنطوي أنواع الوحدات الحركية الأخرى على «دورات العمل الأدنى». مع ذلك، ذكر بيرك وزملاؤه أن الدليل غير حاسم «من أجل دعم أو نفي الفكرة الجذابة بديهيًا بوجود ارتباط بين النشاط الاستقلابي، وحجم العصبون الحركي ونوع الوحدة الحركية».
في بعض الظروف المحددة، قد يحدث انحراف في الترتيب الطبيعي لتوظيف الوحدات الحركية، إذ تتوقف الوحدات الحركية الصغيرة عن الإطلاق بينما يحدث توظيف الوحدات الأكبر. من المعتقد حدوث ذلك نتيجة التفاعل بين المدخلات العصبونية الحركية الاستثارية والتثبيطية.